# Boubacar Kamara
Boubacar Bernard Kamara (* 23. November 1999 in Marseille) ist ein französisch-senegalesischer Fußballspieler.

## Verein
Kamara begann seine fußballerische Ausbildung 2005 in der Jugendabteilung von Olympique Marseille. In der Saison 2017/18 spielte er 13 Mal in der National 2 für die Reservemannschaft, spielte aber auch bereits einmal in der Coupe de la Ligue und stand in der Ligue 1 im Kader. Sein Profidebüt gab er in der Europa League am ersten Spieltag der Gruppenphase gegen Konyaspor, als er über die vollen 90 Minuten spielte und sein Team 1:0 gewann. Anderthalb Monate später wurde er in der Ligue 1 gegen den OSC Lille eingewechselt und gab somit sein Ligadebüt für Marseille. In seiner ersten Profisaison spielte er sechsmal in der Liga, sechsmal im Europapokal, wo sein Team im Finale an Atlético Madrid scheiterte und noch viermal in der vierten Liga für die Amateure. Am 5. Februar 2019 schoss er beim 1:0-Sieg über Girondins Bordeaux den einzigen Treffer und sein erstes Ligue-1-Tor. In der Saison 2018/19 wurde er zum Stammspieler bei OL und spielte 31 Ligaspiele und 5 Spiele in der Europa League. Die Folgesaison beendete er nach dem Abbruch aufgrund der Corona-Pandemie mit 24 Ligaduellen und einem Tor. In der Spielzeit 2020/21 spielte er 35 Mal in der Liga und seine ersten 5 Partien in der Champions League. Auch in der folgenden Spielzeit absolvierte er 48 Pflichtspiele und erzielte dabei einen Treffer. Zur Saison 2022/23 gab dann Aston Villa aus der englischen Premier League die ablösefreie Verpflichtung des Spielers mit Vertrag bis 2027 bekannt.

## Nationalmannschaft
Kamara spielte mit der U17-Nationalmannschaft Frankreichs unter anderem bei der U17-EM 2016, wo sein Team bereits in der Gruppenphase ausschied. Zwischen September 2016 und April 2017 kam er zu sieben Einsätzen für die U18-Mannschaft. Mit der U19 spielte er insgesamt zehn Mal und kam mit vier persönlichen Einsätzen mit seinem Team bis ins Halbfinale bei der U19-EM 2018. Bei der U20-WM ein Jahr später kam sein Team bis ins Achtelfinale und Kamara spielte dreimal im Turnier. Nachdem er zuvor bereits sechs Quali-Spiele und zwei Freundschaftsspiele absolviert hatte, kam er bei der finalen U21-EM 2021 nur zu einem Einsatz, als die Franzosen im Viertelfinale scheiterten.
Am 6. Juni 2022 debütierte Kamara im UEFA-Nations-League-Spiel gegen Kroatien in Frankreichs A-Nationalmannschaft.